# Chiesa dei Santi Cristoforo e Vincenzo
La chiesa dei Santi Cristoforo e Vincenzo è il principale luogo di culto cattolico di Pradalunga, in provincia di Bergamo, ed è stata dedicata, edificata ed elevata a parrocchiale nel XV secolo. La chiesa è inserita nel vicariato di Albino-Nembro.

## Storia
Una chiesa dedicata a san Cristoforo risulta presente già nel XV secolo unita a quella di San Martino di Nembro. La chiesa ottenne l'autonomia con l'elevazione a parrocchiale nel 1468 a opera dell'arciprete di Nembro Lorenzo de Gazzis. In questo periodo furono smembrate anche le chiese di San Lorenzo di Alzano Sopra nel 1443, nel 1461 di Sant'Antonio di Lonno, anche se continuarono a pagare le decime a quella nembrese. L'edificio di culto fu consacrato con il rito della dedicazione il 2 maggio 1885 da Gaetano Camillo Guindani vescovo di Bergamo.
Gli atti della visita pastorale di san Carlo Borromeo del 17 ottobre 1575, si evince che la chiesa aveva un'aula divisa in due campate di misure differenti, era completa di quattro altari oltre quello maggiore, dedicati a san Francesco, a san Rocco amministrato dalla confraternita dei disciplini, e quello di san Cristoforo. La canonica risultava essere molto ammalorata.
Siccome l'antico edificio si trovava in una situazione di aumento del numero dei fedeli e anche in rovina, fu edificata una nuova chiesa su progetto degli architetti Giovan Battista Caniana per la prima parte del 1734, e successivamente da Virginio Muzio nel 1898.

## Descrizione
Al sagrato della chiesa si accede da una gradinata in cemento con cordoli di vivo. La facciata in stile neoclassico floreale è divisa su tre ordini da cornici in cemento. I primi due sono divisi da lesene in cinque scomparti di cui solo la parte centrale compone la vera facciata, mentre i due laterali sono curvilinei proseguendo nella facciate laterali.
L'aula a navata unica, conserva opere di pregio di artisti provenienti dal territorio lombardo: il dipinto olio su tavola raffigurante san Cristoforo del XVI secolo di autore ignoto, la pala d'altare del bresciano Grazio Cossali raffigurante il Crocifisso. Gli affreschi sono di Ponziano Loverini, Alberto Maironi e Emilio Nembrini Di rilievo è lo stendardo realizzato dall'albinese Giovan Battista Moroni datato 1578. Gli arredi sono completati dall'organo della ditta Serassi restaurato nel dopoguerra dalla ditta di organai Cornolti. Di particolare interesse vi sono gli altari dedicati alla Madonna del Rosario e a san Cristoforo risalenti al 1760.
La torre campanaria fu ricollocata nella sua nuova posizione nel XVIII secolo per essere poi rialzata nel 1865 e consacrata dal vescovo Pietro Luigi Speranza. La campane furono rifuse il 20 settembre 1953.